# Abtei Pont-aux-Dames
Die Abtei Pont-aux-Dames war ein 1226 gegründetes Zisterzienserinnenkloster in Couilly-Pont-aux-Dames (Département Seine-et-Marne) in Frankreich. Hierher wurde 1774 Madame du Barry, die Mätresse des verstorbenen Königs Ludwig XV., verbannt.

## Geschichte
Hugo I. von Châtillon, Graf von Saint-Pol, Seigneur de Crécy, und seine Ehefrau Marie d’Avesnes, die spätere Gräfin von Blois, gründeten 1226 in Couilly in der Kastellanei Crécy eine Zisterzienserinnen-Abtei, die ursprünglich Abbaye du Pont oder Abbaye du Pont Notre-Dame und schließlich Abbaye du Pont-aux-Dames (Pons Dominarum) genannt wurde.
Die Abtei war anfangs in einem Armenhaus im Hameau du Pont am Ufer des Grand Morin untergebracht. 1239 wurde das Kloster von seinen Gründern in den Hameau de Rus verlegt, der daraufhin in Pont-aux-Dames umbenannt wurde. Der bisherige Standort nahm den Namen Pré de l’Hôtel-Dieu an. Walter V. von Châtillon, Seigneur de Crécy, trat die Kastellanei Crécy – und damit die Abtei – im Januar 1289 an den König ab. Der älteste Sohn des Königs Karl IV., Philippe (1313/14-vor 1322) wurde in der Abtei bestattet.
Kurz nach dem Tod des Königs Ludwig XV. am 10. Mai 1774 wurde Madame du Barry, seine Mätresse, von Louis Phélypeaux, Marquis de Saint-Florentin, ins Exil in die Abtei Pont-aux-Dames gebracht, wo sie mehr als ein Jahr verbrachte, bevor sie im Oktober 1775 in ihr Haus in Saint-Vrain (Essonne) umziehen durfte.
Die Französische Revolution machte Pont-aux-Dames zum Nationaleigentum, die Armee übernahm das ehemalige Kloster und plünderte es. Am 24. August 1796 wurde es an Pierre Roëser aus Crécy-en-Brie verkauft. Heute befindet sich am gleichen Standort ein von Benoît Constant Coquelin errichtetes und 1905 eröffnetes Altersheim für Schauspieler.
Eine Jungfrau mit Kind aus der Abtei befindet sich heute im Metropolitan Museum of Art in New York, eine Kopie der Statue in der Kirche Sainte-Georges in Couilly.

## Bestattungen
In der Abtei Pont-aux-Dames wurden bestattet:
- Hugo I. von Châtillon († 1248), bestattet in der Abtei
- Walter V. von Châtillon († 1329), bestattet in der Abtei
- Philippe de la Marche († vor 1322), Sohn Karls IV., begraben in der Abtei
- Blanche de France († 1394), Herzogin von Orléans, Tochter Karls IV., bestattet in der Abtei[5]